# Сироткин, Анатолий Николаевич
Анато́лий Никола́евич Сиро́ткин (14 октября 1934, село Трескино, Саратовский край — 1999) — советский и российский биолог, специалист в области радиологии, радиобиологии и радиоэкологии сельскохозяйственных животных. Доктор биологических наук (1975), профессор (1982). Ведущий научный сотрудник Всероссийского научно-исследовательского института сельскохозяйственной радиологии и агроэкологии (1976—1999). Участник ликвидации Кыштымской аварии 1957 года, аварии на производственном объединении «Маяк» 1967 года, Чернобыльской аварии 1986 года.

## Биография
Анатолий Сироткин родился 14 октября 1934 года в селе Трескине (ныне — Колышлейского района Пензенской области).
В 1958 окончил зоотехнический факультет Приморского сельскохозяйственного института (ПСХИ).
В 1958—1960 годах — младший научный сотрудник отдела животноводства Пензенской сельскохозяйственной опытной станции. С 1960 года — старший научный сотрудник опытной станции химкомбината «Маяк». С 1976 года — ведущий научный сотрудник, заведующий сектором радиологии и агроэкологии Всесоюзного научно-исследовательского института сельскохозяйственной радиологии (позже — Всероссийский научно-исследовательский институт сельскохозяйственной радиологии и агроэкологии, ВНИИСХРАЭ).
В 1975 году защитил диссертацию на соискание учёной степени доктора биологических наук. В 1982 году присвоено учёное звание профессора.
Участник ликвидации Кыштымской аварии 1957 года, аварии на производственном объединении «Маяк» 1967 года, Чернобыльской аварии 1986 года.
Умер в 1999 году.

## Научная деятельность
Основные работы посвящены изучению закономерностей миграции радионуклидов по биологическим и пищевым цепям сельскохозяйственных животных, распределения и кинетике обмена их в организме, действию ионизирующих излучений на организм, разработке контрмер, направленных на снижение поступления радионуклидов в корма и продукты животноводства, установлению допустимых уровней радиоактивного загрязнения сенокосов, пастбищ и кормов.
Автор более 170 научных работ, в том числе 7 монографий и двух изобретений.

### Монографии
- Корнеев Н. А., Сироткин А. Н., Корнеева Н. В. Снижение радиоактивности в растениях и продуктах животноводства. — М.: Колос, 1977. — 208 с.
- Корнеев Н. А., Сироткин А. Н. Основы радиоэкологии сельскохозяйственных животных. — М.: Энергоатомиздат, 1987. — 207 с.
- Алексахин Р. М., Архипов Н. П., Бурхударов Р. М., Bасиленко И. Я., Дричко В. Ф., Иванов Ю. А., Маслов В. И., Маслова К. И., Никифоров В. С., Поликарпов Г. Г., Попова О. Н., Сироткин А. Н., Таскаев А. И., Тестов Б. В., Титаева Н. А., Февралева Л. Т. Тяжелые естественные радионуклиды в биосфере: Миграция и биологическое действие на популяции и биогеоценозы / АН СССР. Коми научный центр Уральского отделения. — М.: Наука, 1990. — 367 с.
- Алексахин Р. М., Васильев А .В., Дикарев В. Г., Егорова В. А ., Жигарева Т. Л., Иванов Ю. А., Козьмин Г. В., Кругликов Б. П., Круглов С. В., Моргунова Е. А., Пантелеев Л. И., Поваляев А. П., Попова Г. И., Расин И. М., Ратников А. Н., Санжарова Н. И., Сарапульцев И. А., Сироткин А. Н., Соколов В. А., Спирин Е. В., Фесенко С. В., Филипас А. С., Хвостунов И. К., Шевченко А. С., Шуховцев Б. И. Сельскохозяйственная радиоэкология. — М.: Экология, 1992. — 400 с.
- Сироткин А. Н., Ильязов Р. Г. Радиоэкология сельскохозяйственных животных. — Казань: ФЭН, 2000. — 384 с.

### Брошюры и рекомендации
- Корнеев Н. А., Алексахин Р. М., Ратников  А. Н., Сироткин А. Н., Спирин Е. В., Филипас А. С., Юланов В. П., Васильев А. В. Ведение личного подсобного хозяйства  на территории, загрязненной радиоактивными веществами. — Обнинск: ВНИИ сельскохозяйственной радиологии, 1991. — 24 с.
- Рекомендации по ведению сельскохозяйственного производства на радиоактивно загрязненной территории Калужской области. — Обнинск; М., 1997. — 130 с.

### Статьи
- Сироткин А. Н., Рудских Т. А., Сарапульцев И. А. Изменение некоторых физиологических показателей у коров при хроническом воздействии стронция-90 // Радиобиология. — 1970. — Т. 10, вып. 2. — С. 309—312.
- Сироткин А. Н., Рудских Т. А., Сарапульцев И. А. Изменения в качественном составе периферической крови у коров при хроническом воздействии стронция-90 // Сельскохозяйственная биология. — 1972. — Т. 7, № 1. — С. 44—48.
- Богатов Л. В., Сироткин А. Н., Карпов О. Н. Исследование тромбоцитов и некоторых показателей свертывания крови у коров, пораженных смесью продуктов ядерного деления // Радиобиология. — 1975. — Т. 15, вып. 6. — С. 940—943.
- Сироткин А. Н., Сарапульцев И. А., Рудских Т. А., Богатов Л. В. Морфологические и биохимические изменения крови у коров при хроническом воздействии стронция-90 // Журнал общей биологии. — 1975. — Т. 36, вып. 6. — С. 935—941.
- Сироткин А. Н., Буров Н. И., Федоров Е. А., Пристер Б. С., Алексахин Р. М., Николаева Е. М. Поступление и обмен радиоизотопов у сельскохозяйственных животных // Некоторые результаты и задачи исследований в области радиоэкологии. — М.: Наука, 1978. — С. 103—123.
- Сироткин А. Н., Гришин А. И., Тюменев Л. Н. Миграция в трофической цепи и метаболизм в организме сельскохозяйственных животных радиоактивных продуктов нейтронной активации // Проблемы и задачи радиоэкологии животных. — М.: Наука, 1980. — С. 144—172.
- Сироткин А. Н., Рудских Т. А., Сарапульцев И. А., Богатов Л. В. Состояние периферической крови у крупного рогатого скота под влиянием длительного введения малых доз кобальта-60 // Сельскохозяйственная биология. — 1987. — № 8. — С. 66—70.
- Алексахин Р. М., Сироткин А. Н. Чернобыльская катастрофа и аграрная наука // Чернобыль. Долг и мужество: Научно-публицистическая монография. — М.: 4-й филиал Воениздата, 2001. — С. 474—506.